# Myrcia squamata
Myrcia squamata är en myrtenväxtart som först beskrevs av Joáo Rodrigues de Mattos och Carlos Maria Diego Enrique Legrand, och fick sitt nu gällande namn av Joáo Rodrigues de Mattos. Myrcia squamata ingår i släktet Myrcia och familjen myrtenväxter. Inga underarter finns listade i Catalogue of Life.